# エドガル・カスティージョ
エドガル・エドゥアルド・カスティージョ・カリージョ（Edgar Eduardo Castillo Carillo、1986年10月8日 - ）は、アメリカ合衆国・ニューメキシコ州ラス・クルーセス出身のサッカー選手。ポジションはDF（左サイドバック）。

## 経歴
自身のルーツであるメキシコのサントス・ラグナでプロキャリアをスタート。2009年1月、クラブ・アメリカに移籍した。
2012年6月、レンタルで加入していたクラブ・ティフアナに完全移籍。
2013-14シーズン終了後にはCFアトラスに移籍した。
2018年1月8日、MLSのコロラド・ラピッズへシーズンローンとなる。12月18日、ケリン・ロウとのトレードでニューイングランド・レボリューションへ加入した。
2020年1月17日、アトランタ・ユナイテッドFCに加入することが発表された。
2021年4月13日、FCシンシナティに加入することが発表された。

## 代表歴
2007年8月のコロンビア戦でメキシコ代表デビュー。2009年3月、2010 FIFAワールドカップ・北中米カリブ海予選のコスタリカ戦とホンジュラス戦帯同メンバーに選出されたが、パスポートを紛失したため遠征に参加できなかった。
2009年6月、アメリカ合衆国代表への鞍替えを発表。11月18日のデンマーク戦でアメリカ合衆国代表デビューを果たした。この結果、メキシコ代表とアメリカ合衆国代表の両方に出場した史上2人目の選出となった。

## タイトル

### クラブ
サントス・ラグナ
- リーガMX : 2008クラウスーラ

ティフアナ
- リーガMX : 2012アペルトゥーラ

モンテレイ
- コパMX : 2017アペルトゥーラ

### 代表
アメリカ合衆国
- CONCACAFゴールドカップ : 2013